# Лагув (Гмина Лагув, Келецкий повят)
Лагув (пол. Łagów) — село (с 1253 по 1869 гг. имел статус города) на западе современной республики Польша. Является административным центром одноимённой гмины, которую в свой состав включает Келецкий повет (Свентокшиское воеводство). Население — 1630 чел. (2006 г., оценка). Расположен на берегу реки Лаговец притоке реки Чарная.

## История
Лагув является одним из самых древних городов Малой Польши. Протогородское славянское поселение на месте Лагува, по-видимому, возникло около 1085 года. В латинских хрониках официально упоминается в 1148 (cum castro Lagow).
9 апреля 1253 получил статус города (Магдебургское право), опередив на 4 года Краков. В этот период его население Лагувa достигало около 2 000 человек, но достигнув этой отметки, практически не росло, так как окружающие город земли были лесисты и неплодородны.
В 1502 году был сожжён крымскими татарами, но быстро восстановлен и освобождён от налогов на 12 лет. В 1630 население достигло 1 150 душ.
В 1655—1660 годах вновь сильно пострадал в результате шведского нашествия. После эпидемии 1662 года население сократилось до 170 человек. В более поздней истории Лагув был известен как посад Опатовского.
После раздела Польши оказался в составе Опатовского уезда Радомской губернии Российской империи. Население восстановилось до 2 000 человек, однако другие города Польши к этому времени давно затмили Лагов. Население города издавна занималось освоением залежей огнеупорной глины, мрамора, горшечной глины и известкового камня. Близ Лагова также имеется известная пещера «Збоецкая». В наказание за то, что местные поляки поддержали провалившееся антироссийское восстание, российские власти лишили Лагув статуса города в 1869 году.
В годы Второй мировой войны село было вновь почти полностью разрушено. Сам город ныне представляет собой интересный объект исторического туризма, в основном внутри Польши. Сохранился ряд памятников средневековой культуры и архитектуры.